# TKb 2845
TKb 2845  – Tendrzak wyprodukowany w Linke-Hofmann w 1924 roku. Parowóz był eksploatowany w Cukrowni Łagiewniki, w latach 70. został sprowadzony do lokomotywowni Warszawa Odolany. W 1974 roku został wycofany z eksploatacji. W 1988 roku po renowacji w Zakładzie Napraw Parowozów w Tczewie ustawiony ustawiono jako pomnik w Ośrodku Szkolenia Kursowego PKP w Gdańsku Stogach. W 2001 roku przewieziony do skansenu w Kościerzynie.

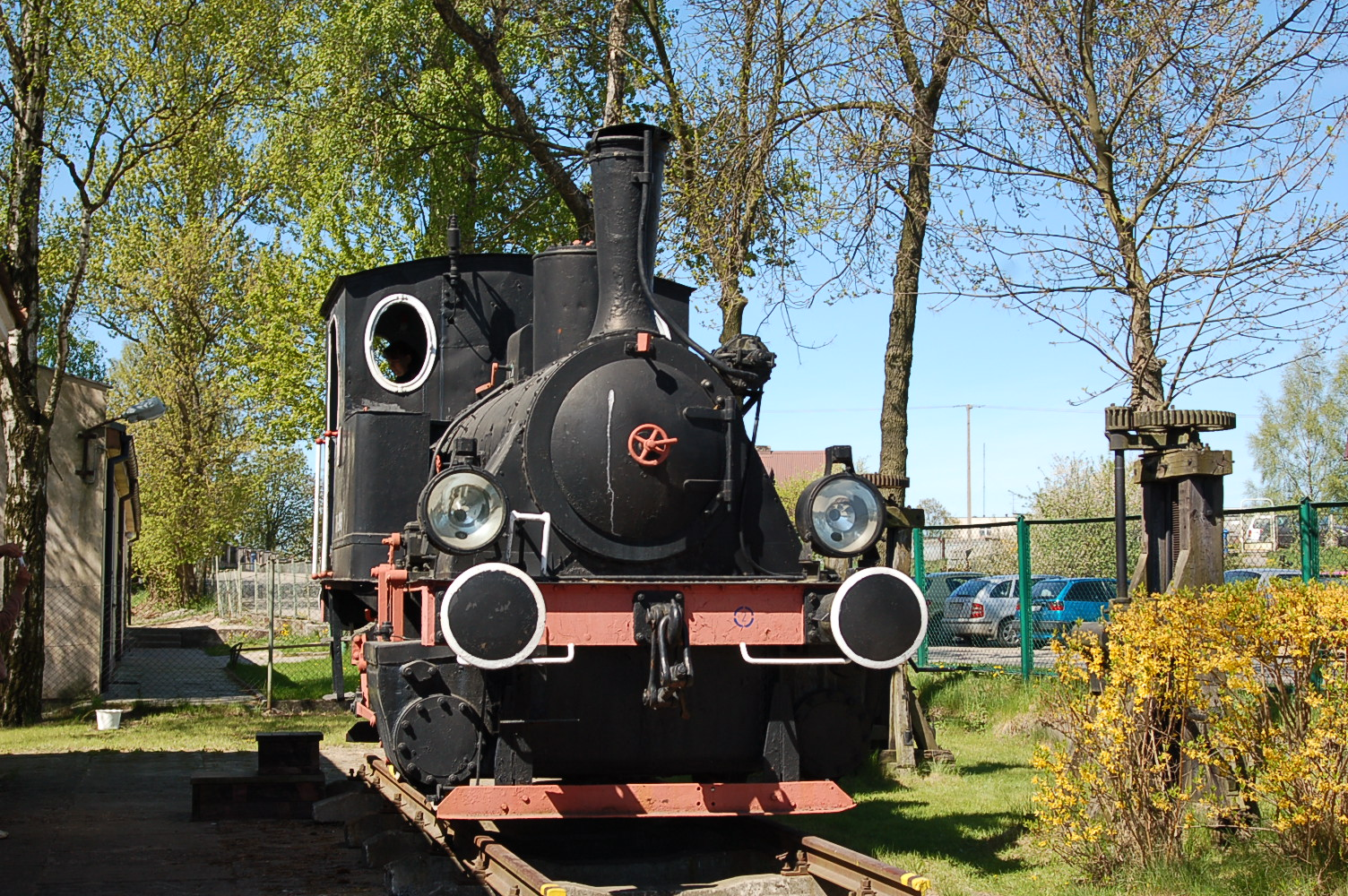
TKb 2485 w skansenie w Kościerzynie
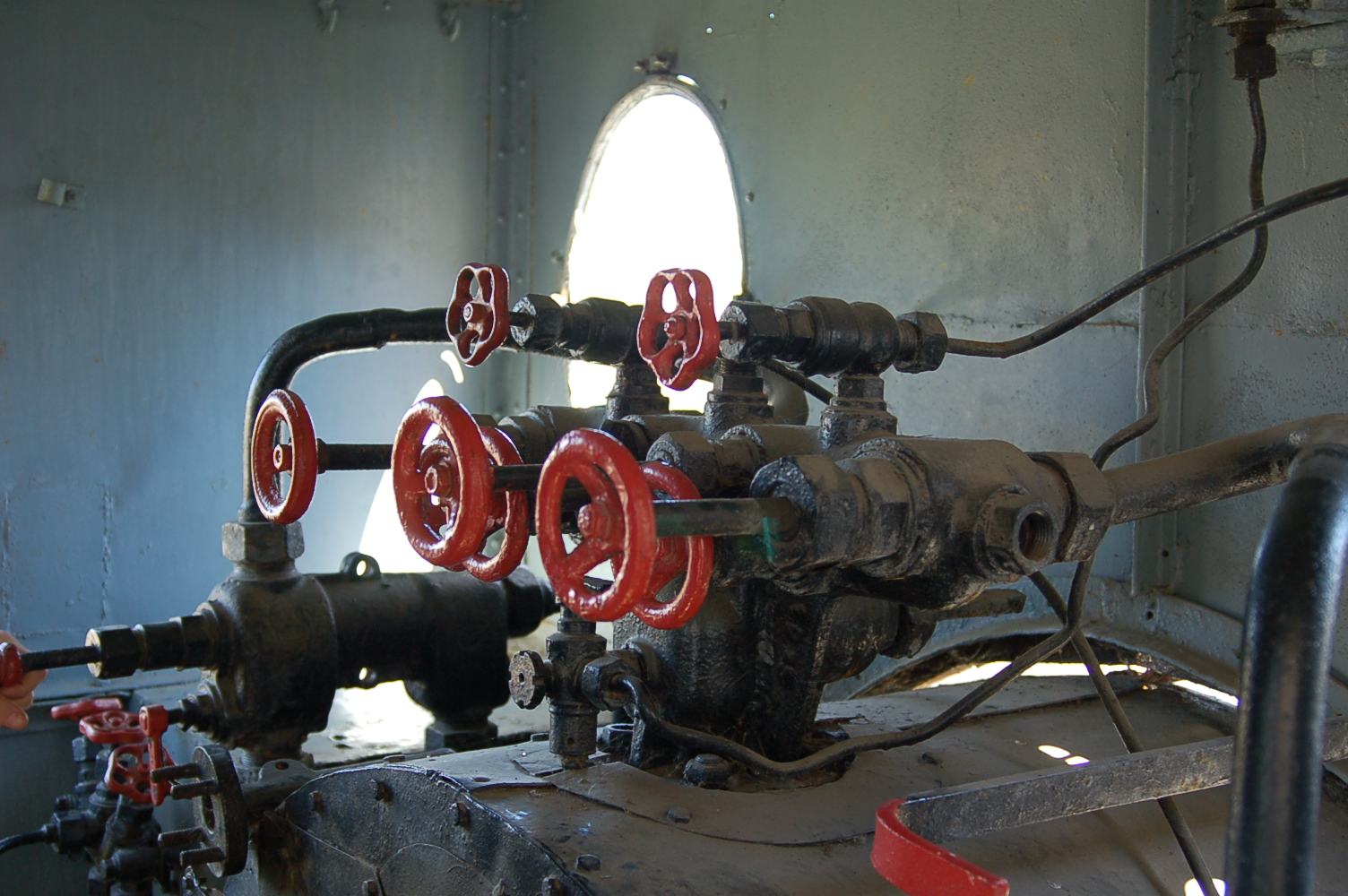
TKb 2485 - kabina
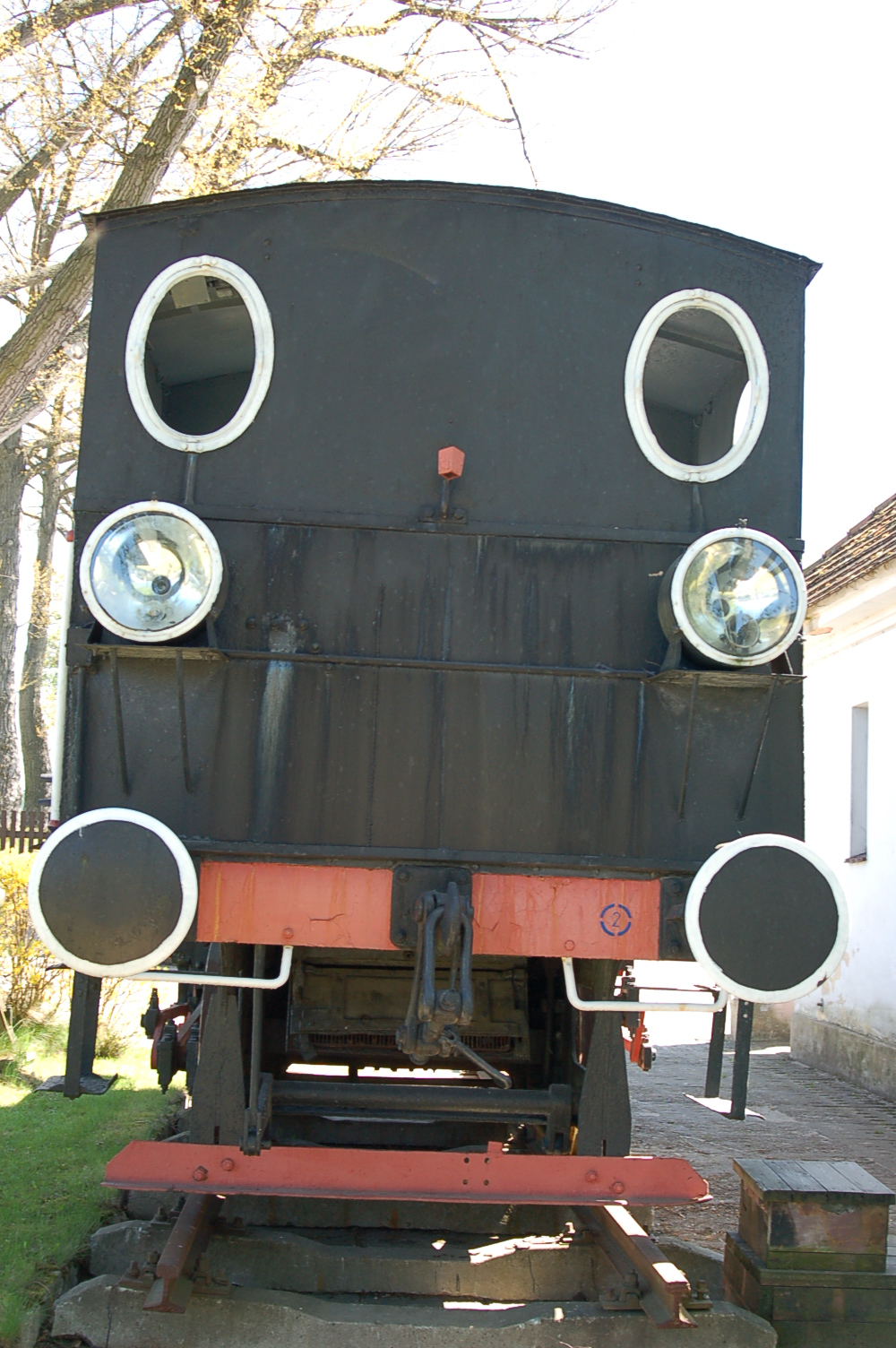
TKb 2485 - tył parowozu